# Adolphe Cordier
Pour les articles homonymes, voir Cordier (homonymie).
Adolphe Cordier, est un médecin militaire belge, journaliste et historien amateur, né à Havay (Quévy, province de Hainaut) et mort à Mons le 12 décembre 1876.

## Biographie
Il exerça principalement son talent de journaliste dans le journal L'Organe de Mons.
Philanthrope, il se soucia de l'amélioration des conditions des prisons militaires dans son livre Coup d'œil sur le système pénitentiaire de l'armée et les réformes qui lui sont applicables, Anvers, 1866.
Mais il est surtout connu actuellement pour son livre Histoire de l'Ordre maçonnique en Belgique, Mons, 1854. Ce livre a le grand avantage de nous donner des renseignements provenant de sources non ouvertes aux profanes, concernant l'origine des diverses loges belges, ainsi que sur leurs premiers membres. Toutefois, il a de ce fait même le désavantage de ne pas être facilement contrôlable par les historiens.
L'œuvre de Cordier a été largement continuée au XXe siècle par Paul Duchaine.
Cet ouvrage a fait l'objet d'une critique par le maçonnologue Jean van Win. Il y conteste la qualité de Franc-maçon au gouverneur des Pays-Bas autrichiens Charles de Lorraine, une thèse défendue par Adolphe Cordier.

## Publications
- Coup d'œil sur le système pénitentiaire de l'armée et les réformes qui lui sont applicables, Anvers, 1866.
- Histoire de l'Ordre maçonnique en Belgique, Mons, 1854